# Calophya clausa
Calophya clausa (лат.) — вид мелких полужесткокрылых насекомых рода Calophya из семейства Calophyidae.

## Распространение
Встречаются в Неотропике (Аргентина, Чили).

## Описание
Мелкие полужесткокрылые насекомые. Внешне похожи на цикадок, задние ноги прыгательные. Голова и тело от тёмно-коричневого до чёрного, блестящие. Вершины щечных отростков светлые. Передние крылья прозрачные, жилки от охристых до коричневых, жилка C+Sc почти чёрная. Молодые экземпляры с более выраженной жёлтой или зеленой окраской.
Передняя часть темени покрыта щетинками, длина которых примерно равна расстоянию между ними; щечные отростки длинные, тонкие, посередине прилегают друг к другу. Передние крылья овальные, наиболее широкие посередине, неправильно закругленные. Передние перепончатые крылья более плотные и крупные, чем задние; в состоянии покоя сложены крышевидно. Лапки имеют 2 сегмента. Антенны короткие, имеют 10 сегментов. Голова широкая как переднеспинка.
Взрослые особи и нимфы питаются, высасывая сок растений. В основном связаны с растениями рода шинус (Schinus) семейства анакардиевые: Schinus kauselii, S. montanus, S. patagonicus. Вид был впервые описан в 2000 году швейцарским колеоптерологом Даниэлем Буркхардтом (Naturhistorisches Museum, Базель, Швейцария) и его коллегой Ивом Бассетом (Smithsonian Tropical Research Institute, Панама).